# Elia Alessandrini
Elia Alessandrini (Berna, 3 de marzo de 1997-Mascate, 16 de diciembre de 2022) fue un futbolista suizo que jugaba en la posición de defensa.

## Carrera

### Club
| Periodo   | Club                    |
| --------- | ----------------------- |
| 2015–2017 | BSC Young Boys U21      |
| 2016–2020 | BSC Young Boys          |
| 2017–2018 | → FC Thun U21 (cedido)  |
| 2017–2018 | → FC Thun (cedido)      |
| 2018–2019 | → FC Chiasso (cedido)   |
| 2019–2020 | → SC Kriens (cedido)    |
| 2020–2022 | SC Kriens               |
| 2022      | FC Stade Lausanne Ouchy |

### Selección nacional
Inició desde la categoría sub-15 de Suiza a pesar de que podía también representar a Italia. Representó a Suiza en el Campeonato Europeo de la UEFA Sub-19 2016 en Alemania, y un año después jugó para la selección sub-20 suiza.

## Muerte
Alessandrini murió el 16 de diciembre de 2022 cerca de Mascate, Omán, en unas vacaciones con su novia. Alessandrini bajó a la piscina antes del vuelo de regreso a Suiza. No se sabe exactamente cómo murió.